# Central Florida
Floride centrale

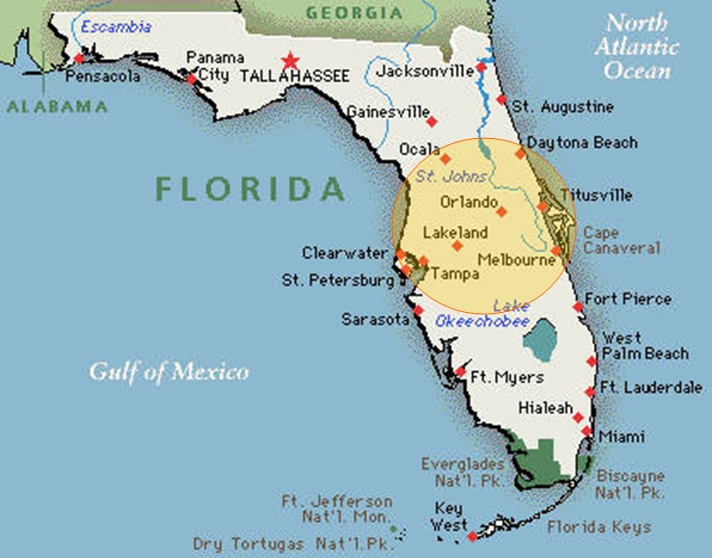
Position de la région de Central Florida.

La Floride centrale ou le Centre de la Floride (en anglais : Central Florida) est une région du centre de la Floride aux États-Unis. En 2007, la population de la région était estimée à environ 3,8 millions d’habitants.

## Description
Bien que la région ne soit pas définie avec exactitude, on considère qu’il s’agit de la zone qui entoure la métropole d’Orlando. Elle s’étend sur les comtés d’Orange, d’Osceola, de Seminole, de Lake, de Brevard et de Volusia. Certains considèrent toutefois que les comtés de Polk, de Flagler et de Sumter appartiennent également à la région.
La côte occidentale du centre de la Floride, composée des comtés de Hillsborough, de Pinellas, de Pasco, et de Hernando, appartiennent plutôt à la région de la baie de Tampa ou de la Suncoast.
Les plus grandes villes de la région sont Orlando, Palm Bay, Lakeland, Melbourne, Deltona, Daytona Beach, Kissimmee, Altamonte Springs et Sanford.
La région est traversée par le fleuve Saint Johns et la rivière Oklawaha. Elle est recouverte de plus de 1 500 lacs et étangs.

## Tourisme
Les plus grandes attractions touristiques de la zone sont Walt Disney World Resort, SeaWorld, Universal Studios Florida, le centre spatial Kennedy, Cypress Gardens Adventure Park, Bok Tower Gardens, Daytona International Speedway et Gatorland.

## Éducation
La région accueille l’université du centre de la Floride.